# Thomas Parr
Thomas Parr (1483? - novembre 1635) est un Anglais présumé avoir vécu pendant 152 ans. Il est souvent désigné sous le nom de Old Parr ou Old Tom Parr.

## Biographie
Parr serait né en 1483 près de Shrewsbury, peut-être à Wollaston. Il aurait rejoint l'armée autour de 1500 et ne se serait pas marié avant d'avoir 80 ans. Il a eu deux enfants, tous les deux décédés dans la petite enfance. Parr attribuait sa longévité à son régime végétarien et sa tempérance, quoique vers l'âge de 100 ans, il ait eu une liaison et un enfant né hors mariage. Après la mort de sa première épouse, il se serait remarié à 122 ans.
À la nouvelle de sa longévité extraordinaire, Old Parr est devenu une célébrité nationale et a été peint par Rubens et Van Dyck. En 1635, Thomas Howard, 14e comte d'Arundel, a rendu visite à Parr et l'a conduit à Londres pour rencontrer Charles Ier. Le roi demanda à Parr ce qu'il avait fait plus que tout autre homme, et ce dernier répondit qu'il avait fait pénitence à l'âge de 100 ans.
Parr a été traité comme un phénomène à Londres, mais les changements dans son alimentation et son environnement ont apparemment causé sa mort. Néanmoins, le rapport de dissection établie par Harvey laisse penser qu'il a probablement succombé à une insuffisance cardiaque gauche à la suite d'une hypertension artérielle. Le roi a pris des dispositions pour qu'il soit enterré à l'Abbaye de Westminster le 15 novembre 1635. L'inscription sur sa pierre tombale se lit comme suit : 
THO: PARR OF YE COUNTY OF SALLOP. BORNE

IN AD: 1483. HE LIVED IN YE REIGNES OF TEN

PRINCES VIZ: K.ED.4. K.ED.5.K.RICH.3.

K.HEN.7.K.HEN.8.K.EDW.6.Q.MA.Q.ELIZ

K.JA. & K. CHARLES. AGED 152 YEARES.

& WAS BURYED HERE NOVEMB. 15. 1635.

## Controverse à propos de son âge
William Harvey a autopsié le corps de Parr,.  Les résultats ont été publiés par John Betts en annexe de l'ouvrage De Ortu et natura sanguinis. Selon P. Luth les résultats de l'autopsie indiquent que Thomas Parr était probablement âgé de moins de 70 ans seulement. 
Il est possible que le dossier de Thomas Parr ait été confondu avec celui de son grand-père. Parr n'a pas la prétention de se souvenir d'événements spécifiques du XVe siècle.

## Sources
- (en) Cet article est partiellement ou en totalité issu de l’article de Wikipédia en anglais intitulé « Old Tom Parr » (voir la liste des auteurs).